# Liste des maires de Mariac
Liste des maires de Mariac, commune française, située dans le département de l’Ardèche et la région Rhône-Alpes.

## Liste des maires
| Période                                  | Période | Identité                      | Étiquette | Qualité              |
| ---------------------------------------- | ------- | ----------------------------- | --------- | -------------------- |
| 1792                                     | 1799    | Trappe Jean                   | _         | _                    |
| 1799                                     | 1806    | De Burine Jules (Toussaint)   | _         | _                    |
| 1806                                     | 1808    | Riffard Labigière Jean-Pierre | _         | _                    |
| 1808                                     | 1809    | Fournet Jean (François)       | _         | _                    |
| 1809                                     | 1815    | Nouzet Jean (Antoine)         | _         | _                    |
| 1815                                     | 1815    | Ranc Jacques (Antoine)        | _         | _                    |
| 1815                                     | 1820    | Fournet Jean (François)       | _         | _                    |
| 1820                                     | 1826    | Riffard Labigière Jean-Pierre | _         | _                    |
| 1826                                     | 1829    | Chapond Jean (François)       | _         | _                    |
| 1829                                     | 1871    | Nouzet Jacques (Antoine)      | _         | _                    |
| 1871                                     | 1881    | Jabon Adrien                  | _         | _                    |
| 1881                                     | 1919    | Riou Jean (François)          | _         | _                    |
| 1919                                     | 1935    | Riou Gerbais (Henri)          | _         | _                    |
| 1935                                     | 1945    | Chomarat Marius               | _         | _                    |
| 1945                                     | 1971    | Bonnet Louis (Emmanuel)       | _         | _                    |
| 1971                                     | 1983    | Roux Louis (Adrien)           | _         | _                    |
| 1983                                     | 1995    | Mariac Abel (Joseph)          | _         | _                    |
| 1995                                     | 2000    | Roche Maurice (Paul)          | DVG       | Instituteur retraité |
| Les données manquantes sont à compléter. |         |                               |           |                      |

Entre parenthèses, figure le second prénom de certains maires. Pour l'exemple le maire Louis Bonnet est plus connu sous le nom de Emmanuel Bonnet. Effectivement une rue en son honneur a été nommée « Rue Emmanuel Bonnet » et non Rue Louis Bonnet.

## Pour approfondir